# Isabel de la Roche
Isabel de la Roche (morta abans de 1291) va ser filla de Guido I de la Roche. En alguns casos, Isabel és coneguda com a Isabel d'Atenes. Es va casar dues vegades, primer amb Godofred de Briel, senyor de Karitena, i després amb Hugo, comte de Brienne, i va tenir fills només amb el seu segon espòs.

## Biografia
La data del naixement d'Isabel és desconeguda. Era la cinquena de sis fills i els seus germans van ser Joan I de la Roche, Guillem I de la Roche i Alícia de la Roche, qui va ser regent de Beirut. El seu pare Guido va ser nomenat duc d'Atenes el 1260 pel rei Lluís IX de França.
Isabel es va casar primer el 1256 amb Godofred de Briel, senyor de Karitena. La parella va estar casada durant tretze anys; no obstant això, cap fill va néixer d'aquest matrimoni. En 1275, Godofred va morir de febre mentre comandava la guarnició d'Escorta. A la mort de Godofred, Isabel va rebre la meitat de la baronia com a dot, mentre que l'altra meitat va passar al príncep Guillem II de Villehardouin com a sobirà de la baronia.
El 1277, Isabel es va casar per segona vegada, aquesta vegada amb Hugo, comte de Brienne, el reclamant als trons de Xipre i Jerusalem. Els seus fills es van convertir en part de la reclamació Brienne al Regne de Jerusalem. La parella va tenir dos fills:
- Gutierre V de Brienne (mort el 1311), duc d'Atenes, hereu d'Hugo.
- Inès de Brienne, que es va casar amb Joan, comte de Joigny.

La data de mort d'Isabel és desconeguda; tanmateix, no degué viure més que Hugo, ja que aquest es va tornar a casar el 1291 amb Helena Comnè Ducas, la qual cosa significa que Isabel hauria mort abans del 1291. Hugo i Helena van tenir una altra filla anomenada Joana. A través d'Isabel, el seu fill Gutierre va ser capaç de reclamar el ducat d'Atenes el 1308 després de la mort del seu cosí de Guido II de la Roche.